# Giussano
Giussano là một đô thị ở tỉnh Monza và Brianza, vùng Lombardia của Italia, khoảng 25 km về phía bắc của Milano. Tại thời điểm ngày 31 tháng 12 năm 2004, đô thị này có dân số 22.696 và diện tích là 10,3 km².
Đô thị Giussano gồm cácfrazioni (đơn vị cấp dưới, chủ yếu là thôn làng) Paina, Birone, Robbiano, và Brugazzo.
Giussano giáp các đô thị sau:Inverigo, Carugo, Arosio, Briosco, Mariano Comense, Carate Brianza, Verano Brianza, Seregno.